# Telles arcalaus
Telles arcalaus is een vlinder uit de familie van de dikkopjes (Hesperiidae). De wetenschappelijke naam van de soort is voor het eerst geldig gepubliceerd in 1782 door Caspar Stoll.